# 카피사주
카피사주(Kāpīsā Velāyat, 파슈토어: د کندوز ولايت, 다리어: ولایت کندوز)는 아프가니스탄 동부에 있는 주이다. 2004년 4월 13일에 북부가 판지시르주로 분리했다. 수도 카불의 동쪽에 위치하고, 중요한 주의 하나이다. 주도는 마무드이라키(Mahmud-i-Raqi)이다.

## 같이 보기
- 아프가니스탄의 주